# Mali Selmentsi

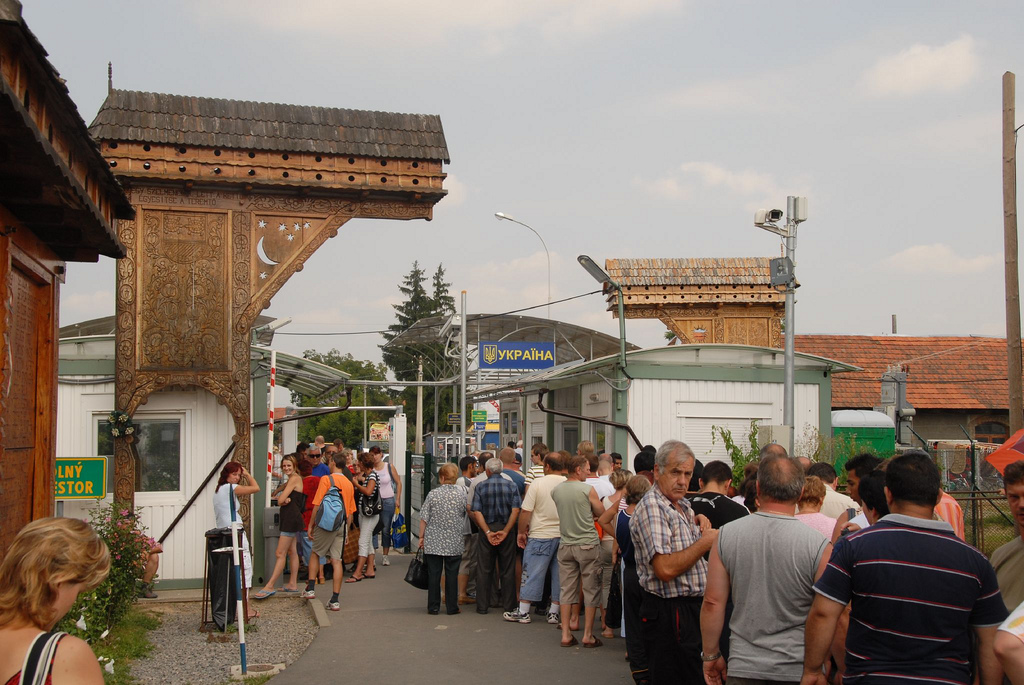
grensovergang in het dorp

Mali Selmentsi (Oekraïens: Малі Селменці, Hongaars: Kisszelmenc) is een dorp in de gemeente Sjoerte in de Oblast Transkarpatië in Oekraïne.
Het dorp is gelegen op de grens van Oekraïne met EU-lidstaat Slowakije. Het dorp heeft 200 inwoners, alle behorend tot de Hongaarse minderheid in Oekraïne.
Bijzonderheid is dat het dorp samen met Veľké Slemence (Kisszelmenc) aan de Slowaakse kant 1 dorp vormde in het verleden. Met het einde van de Tweede Wereldoorlog werd het dorp doormidden gesneden door de nieuwe grens tussen Tsjechoslowakije en de Sovjet-Unie, zodat de (vooral Hongaars sprekende) dorpelingen 60 jaar van elkaar gescheiden leefden.
De verdeling van Veľké en Mali Slemence had grote gevolgen voor de dorpsbewoners. Toen in augustus 1946 het prikkeldraad getrokken was, bleef een meisje gescheiden van haar ouders achter bij haar grootouders, die aan de Slowaakse kant woonden. Zelfs toen zij ging trouwen, mocht de familie vanuit Малі Селменці, aan de Oekraïense kant van de grens, niet naar het bruiloftsfeest in Veľké Slemence komen. De enige communicatie die mogelijk was, was over het grenshek heen roepen in het Hongaars, wat de Tsjecho-Slowaakse en Russische grenswachters niet konden verstaan.
De Slowaakse regisseur Jaroslav Vojtek heeft in 2009 een film uitgebracht over de opdeling van Szelmenc in een Oekraïens en een (Tsjecho-)Slowaaks deel en de bouw van de grenspost: Hranica (de grens).
Toen Slowakije toetrad tot de Schengenzone leidde de verdeling van Veľké Slemence opnieuw tot problemen, vergelijkbaar met de deling van de Duitse hoofdstad door de Berlijnse muur, omdat de grens die dwars door het dorp loopt, de buitengrens van de Europese Unie en het Schengen-gebied was geworden en dus opnieuw streng bewaakt moest worden. Wie een visum nodig had, om familie te bezoeken die 500 meter verderop in Малі Селменці woonde, moest eerst van Veľké Slemence naar de Slowaakse hoofdstad Bratislava reizen, zo'n 500 kilometer verderop.
Nadat de visumplicht was komen te vervallen, gingen mensen geregeld te voet en op de fiets de grens over, om in Малі Селменці goedkoper boodschappen te doen. Terwijl aan de Oekraïense kant van de grens een levendige handel is ontstaan, is er in Veľké Slemence geen werk te vinden, waardoor jongeren uit het dorp voor de keuze staan om te vertrekken naar ver weg gelegen steden, of zich aan te sluiten bij illegale groepen die benzine of vluchtelingen de grens over smokkelen.